# 左翼党 (ドイツ)

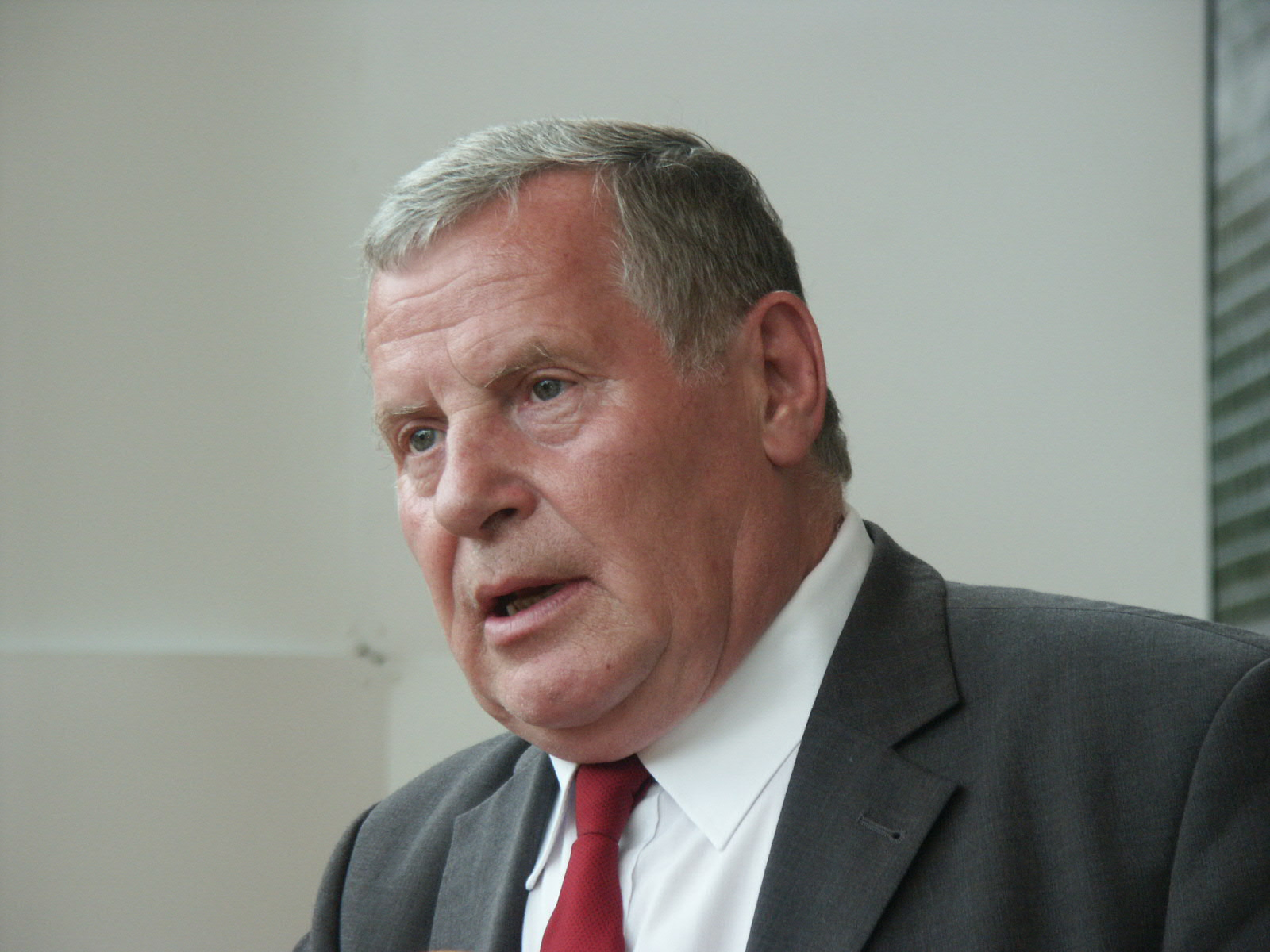
ロタール・ビスキー初代共同党首

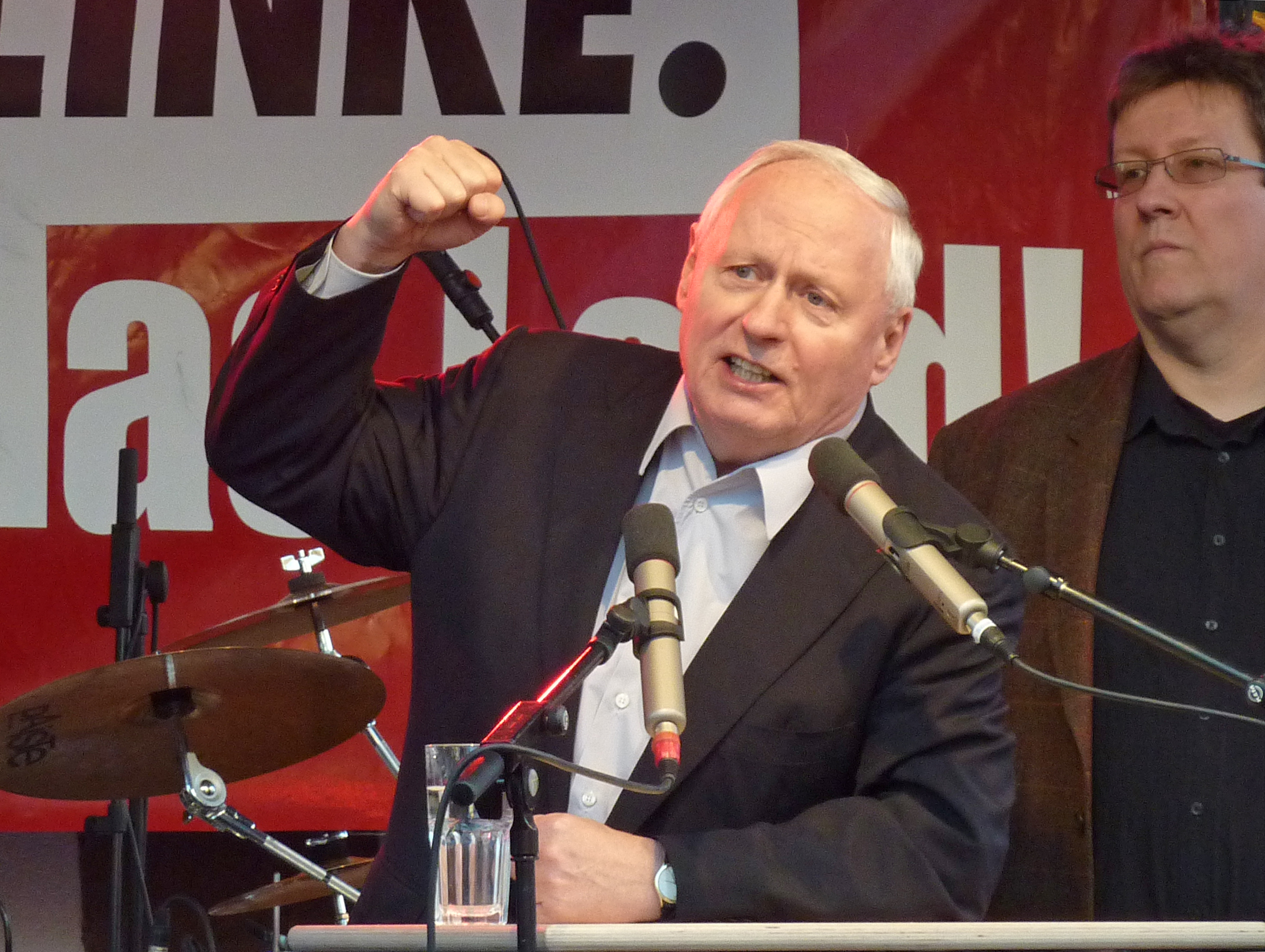
オスカー・ラフォンテーヌ初代共同党首（2009年まで連邦議会共同議員団長も兼任）

左翼党（さよくとう、ドイツ語: Die Linke、リンケ）は、ドイツの政党。民主社会主義、社会主義、左派、極左を掲げ、左派党とも呼ばれる。
2005年に二つの政党「WASG」と「左翼党-民主社会党」が政党連合の「左翼党」を結成。2007年に正式に合併して同名の政党「左翼党」となった。

## 用語
ドイツ語の 「Die Linke」 には「党」（ドイツ語: Partei）の語はなく、直訳は単に「左翼」だが、ドイツの政党では「ドイツ語: Die Grünen」（緑の党）など政党が名称に「党」と付けない例があり、「Die Linke」も上述のように「左翼党」・「左派党」・「左の党」などと訳されている。

## 前身政党

### WASG
WASGの正式名称は「Arbeit & soziale Gerechtigkeit – Die Wahlalternative」で、直訳は「労働と社会的公正のための選挙オルタナティブ」。 新自由主義的な改革路線を採った党内右派のゲアハルト・シュレーダー首相（当時）率いるドイツ社会民主党（SPD）指導部に反発したSPD最左派が、2005年1月に一斉離党・独立して結成した政党。その後、SPD左派の大物政治家オスカー・ラフォンテーヌ元財務大臣（元SPD党首）が加わった。英語では「Labour and Social Justice – The Electoral Alternative」。

### 左翼党-民主社会党
「左翼党-民主社会党」（ドイツ語: Die Linkspartei.PDS）は、統一前のドイツ民主共和国（旧東ドイツ）の独裁政党だった「ドイツ社会主義統一党」（SED）の後継政党。

## 歴史

### 政党連合から正式合併へ
WASGと左翼党-民主社会党の政党連合「左翼党」は2005年9月18日の連邦議会選挙で、約8%（前回の民主社会党（PDS）は4%）の得票を得て議席獲得に必要な5%の枠を突破。54議席を獲得し（うちWASG12、左翼党-民主社会党42）、事実上の議会第4党に躍り出た。
政党連合「左翼党」に参加する両政党の組織完全統合・単一政党化準備に向けてPDSは2005年7月に左翼党-民主社会党と改称していた。さらにその後、WASGのオスカー・ラフォンテーヌが左翼党-民主社会党に入党、逆に左翼党-民主社会党のグレゴール・ギジがWASGに入党し、お互いに二重党籍になるなど両党の融合を進めていった。こうして両党は統合のプロセスに約2年間をかけたが、その間には2006年9月のベルリン市（州と同格）議会選挙においてドイツ社会民主党のクラウス・ヴォーヴェライト市長政権へ左翼党-民主社会党が連立与党入りすることに反対するWASGのベルリン組織（トロツキストの「社会主義オルタナティブ」の影響が強かった）が独自に出馬し、分裂選挙となる一幕もあった（この選挙でWASGは議席を獲得できず、左翼党-民主社会党も大幅に得票を減らした）。
こうした紆余曲折を経たものの2007年6月17日に正式に両党は合併し、単一政党としての「左翼党」が発足した。そのなかで両党出身者のほか新左翼からも参加者があり、幅広い左翼の統一戦線政党としての性格が強まった。いっぽう両党の合併を最終的に決める党員投票においては、左翼党-民主社会党の側はほとんどの党員が賛成したのに対し、WASGからは辛うじて過半数を上回るにとどまるなど、両党のあいだには最後まで温度差もあった。
このように現在、同党は開かれた左翼政党であって旧来式の前衛党型組織論を有するマルクス・レーニン主義に基づく共産党からの変貌を遂げたが、党内にはなお旧来のスターリン主義に固執するグループ（共産主義プラットフォーム）も派閥として残存するとされ、同グループは連邦憲法擁護庁から監視対象とされている。
初代党首（共同党首）は、ロタール・ビスキー旧PDS党首とオスカー・ラフォンテーヌ元蔵相。2005年の連邦議会選挙後には、ビスキーが副議長候補に指名されたが、シュタージ（東ドイツ国家保安省）との関係が取りざたされて、本人は関係を否定したものの副議長就任を断念した。このように、特に旧PDS出身者に対してはかつての東ドイツ時代の活動に対する疑念が持たれる場合が多く、上記の憲法擁護庁による監視の理由ともなっている。
前身のPDSは2004年6月の欧州議会選挙では、ドイツに割り当てられた99議席中7議席を獲得した。現在の左翼党はこれを引き継ぎ、欧州の左派政党で結成した欧州左翼党及びその院内会派である「欧州左翼党-ノルディック環境左派同盟」内では、最大の議員数となっている。欧州左翼党の議長には、ビスキーが就任している。
メクレンブルク＝フォアポンメルン州の州都・シュヴェリーン市長を務めるアンゲリカ・グラムコウ（de）が、ドイツ国内唯一の左翼党員首長となっている。

### 旧西ドイツ地域の州議会への進出

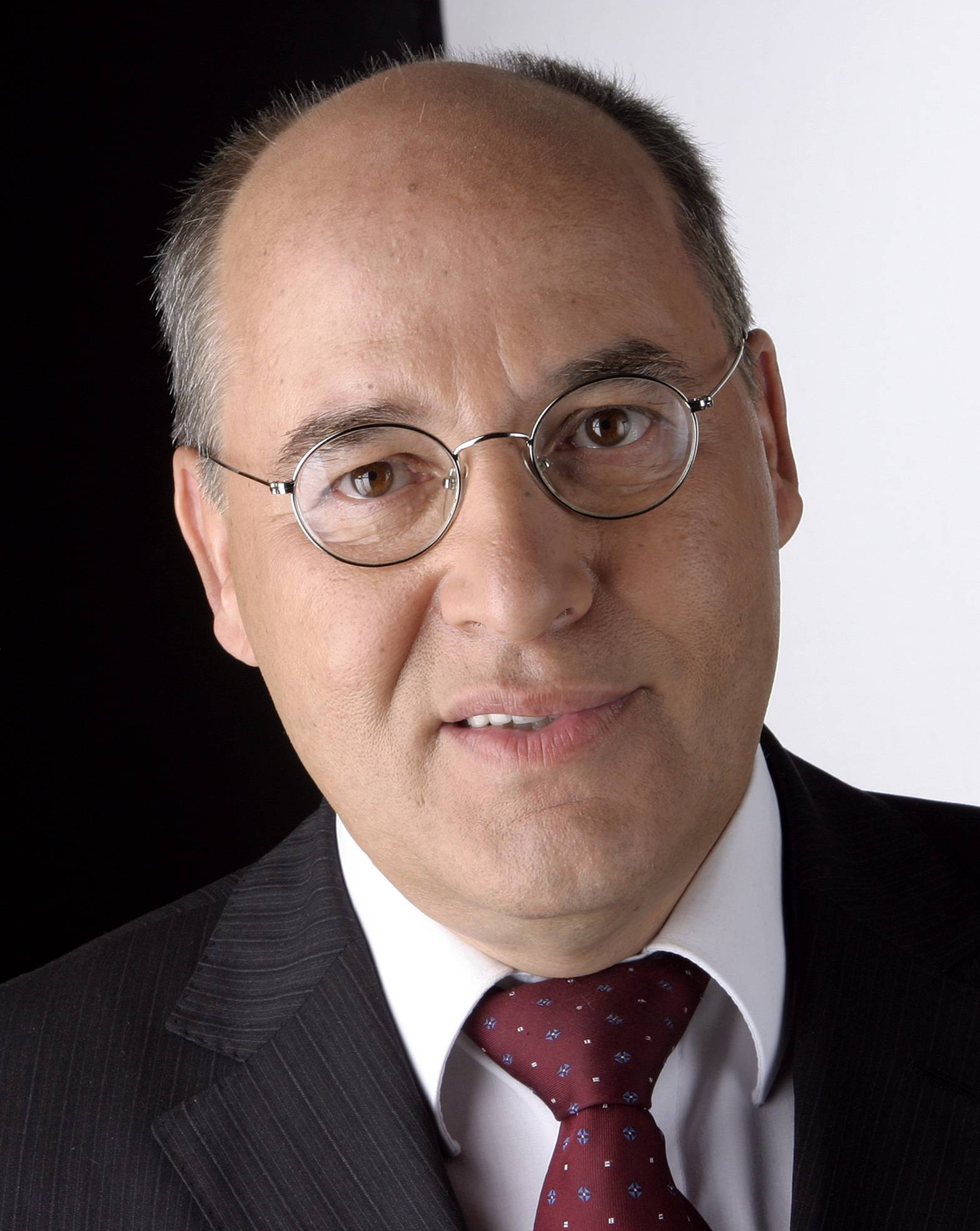
グレゴール・ギジ連邦議会共同議員団長（2009年以降は単独で議員団長）

左翼党に合同する前の民主社会党は、旧西ドイツ地域においては旧東ドイツの独裁政党・ドイツ社会主義統一党のイメージを強く持たれていたため旧東ドイツ地域と比べて支持率が極端に低く、旧西ドイツ地域の州議会では議席獲得に必要な5%の枠を突破できない状況が続いていた。
しかし、WASGと合同し左翼党になってから、旧西ドイツ地域でも支持を伸ばし始め、正式に合流する直前の2007年5月13日に行われたブレーメン州議会選挙では8.4％の得票率で7議席を獲得し、旧西ドイツ地域の州議会では初めて議席を獲得した 。
2008年1月27日のヘッセン州とニーダーザクセン州における州議会選挙において、5%の壁を突破し（ヘッセン州5.1%、ニーダーザクセン州7.1%）、議席を獲得することに成功した。ヘッセン州とニーダーザクセン州において議席を初めて獲得したことについて、現在は左翼党連邦議会団長を務めるグレゴール・ギジは、「根強い反共主義を破った」、「われわれはもはや旧東ドイツ地域だけの党ではない」と語り、左翼党がドイツ全域に影響を広げていることを強調した。
ヘッセン州とニーダーザクセン州に続いて、ハンブルク特別市（州と同格）でも、2月24日の特別市議会選挙において、6.4％の得票率で8議席を獲得して躍進した。ハンブルクでも議席を獲得したことで、同党が議席を持つ州はドイツ全16州（特別市を含む）中10州、議席の総数は175議席となった。左翼党のバルチ幹事長は「ハンブルク選挙の勝利は左翼党の全国的な上昇傾向を確認するものだ。社会的公正、社会保障、教育の平等で我々に期待が寄せられた」と語った。その後も西側地域の州議会選挙で、左翼党は議席を獲得し続けたが、9月のバイエルン州議会選挙では得票4.3％を得て前回選挙より得票は増やしたものの、議席獲得に必要な5％ラインを突破できなかったため、議席は確保できなかった。

濃赤は2014年12月時点で州首相を選出している州、赤は州政府に連立与党として加わっている州、薄赤は州議会に議席を有している州

2009年欧州議会議員選挙では、7.5％の得票で8議席を獲得した。

### 2009年連邦議会選挙における躍進
2009年9月27日の連邦議会選挙で、左翼党は前回よりも支持を伸ばし、改選前を22議席上回る76議席を獲得して勝利を収めた。第2投票（政党名簿への投票）の投票結果で見た場合、全国平均で前回より3.2％増、16州全てで議席阻止線である得票率5％を上回る得票を得た（前回は3州で5％未満）。また同時に行われたシュレースヴィヒ＝ホルシュタインの州議会選挙においても、前回比で5.5％増の6％を獲得し、同州議会において初めて左翼党は議席を獲得（5議席）して勝利を収め、ドイツ全16州の内、12の州議会で議席を有する結果となった。また、この2009年の連邦議会選挙の1ヶ月前に行われたザールラント州の州議会議員選挙では、同州が旧WASG指導者のオスカー・ラフォンテーヌ共同党首が州首相を13年間務めた地盤であるため、旧西ドイツ地域の州としては珍しくドイツキリスト教民主同盟・ドイツ社会民主党と三つ巴の接戦を演じた。

### 2010年以後
2010年5月、ドイツ最大の州であるノルトライン＝ヴェストファーレン州で行なわれた州議会（定数181）選挙で、前回選挙に出馬したWASGとPDSの得票合計3.1％より増やし5.6％の得票を得て11議席を獲得、同州で初めてとなる左翼党の議席を獲得した。これにより、ドイツ全16州の内13州の州議会で議席を得ることになった。
2011年のハンブルク市議会選挙では現有議席に留まり、3月のラインラント＝プファルツ州とバーデン＝ヴュルテンベルク州議会選挙では、議席阻止線である得票率5％を突破出来ず議席を獲得できなかった。5月のブレーメン州議会選挙では前回より得票率を後退させたが、辛うじて議席を確保した。2012年5月15日のノルトライン＝ヴェストファーレン州議会選挙では、新興政党であるドイツ海賊党躍進のあおりを受ける形で前回より支持を3ポイント以上減らした結果、2年前の選挙で得た全議席を失う結果となった。
2013年連邦議会選挙では、富裕税導入や全国一律の最低賃金制導入を訴え、政党名簿投票において8.6％の得票率で64議席を獲得、4年前より得票率と議席を共に後退させる結果となる。ただし、同盟90/緑の党（63議席）とは僅か1議席差ながらも、全議席を失った自由民主党に代わり議席数で「東西合同」以来初めて第3位の会派となっており、その存在感は選挙前より増大した。CDU・SPD両党間で続いていた連立交渉がSPD側の党員投票により承認され、二大政党と地域政党・CSUによる大連立内閣が2013年12月17日に樹立する運びとなった為、同政権発足後は極めて変則的な形ではあるものの「野党第一党」として左翼党の8倍近い議席数を有す巨大与党と国政レベルで対峙する立場に置かれた。連邦議会選挙と同時に行われたヘッセン州の州議会選挙では5.2％の得票率で前回選挙と同じ6議席を獲得する。
2014年9月、テューリンゲン州議会議員選挙で第2党となり、同年12月、ドイツ再統一後、同国の州首相として左翼党から初めてボド・ラメロウが選出された。
2017年連邦議会選挙では反戦や台頭する排外主義への反対を訴え議席を69議席に増加させ党勢を回復させた。得票数は旧西ドイツ地域で躍進する一方旧来の地盤である旧東ドイツ地域では移民排斥を訴えるドイツのための選択肢に大幅に票が流れた。
2021年連邦議会選挙では、他の左派政党である社会民主党・緑の党が得票を伸ばした一方で、左翼党の得票率は阻止条項のラインである5%を下回る4.9%しか獲得できず、3つ以上の小選挙区で当選者が出た政党には得票率に応じた議席を配分するという規定のおかげで辛うじて議席消滅を免れる状態となった。このため、獲得議席は30議席減の39議席にとどまり、議会第6党にまで後退した。
党勢の退潮は2022年に入っても続いており、党の創立者オスカー・ラフォンテーヌの地元で行われたザールラント州議会の選挙では、得票率2.6%しか獲得できず全議席を失っている。
2022年ロシアのウクライナ侵攻をめぐり、党内の多数派がウクライナ支持の姿勢を明確にしたのに対し、ザーラ・ヴァーゲンクネヒトら数名が対ロシア制裁に反対を表明し、ヴァーゲンクネヒトら10名の連邦議会議員が、2024年1月8日をもって左翼党から離党し、新たな政党としてザーラ・ヴァーゲンクネヒト同盟(BSW)を設立した。
2025年2月23日に執行された連邦議会選挙で、左翼党は64議席を獲得し躍進した一方、BSWは得票率が4.97％と阻止条項の5％にわずかに届かず、議席獲得はならなかった。

## 歴代党首
結党以来、旧PDSと旧WASGから一人ずつを選出する共同党首制を採っている。
| 共同党首 | 共同党首                     | 共同党首                 | 就任日         | 退任日         |
| -------- | ---------------------------- | ------------------------ | -------------- | -------------- |
|          | ロタール・ビスキー           | オスカー・ラフォンテーヌ | 2007年6月16日  | 2010年5月15日  |
|          | ゲジーネ・レッチュ           | クラウス・エルンスト     | 2010年5月15日  | 2012年6月2日   |
|          | カトヤ・キッピング           | ベルント・リークシンガー | 2012年6月2日   | 2021年2月27日  |
|          | ズザンネ・ヘニッヒ＝ウィロー | ジャニーン・ウィスラー   | 2021年2月27日  | 2022年4月20日  |
| 空席     | 2022年4月20日                | ジャニーン・ウィスラー   | 2022年6月25日  |                |
|          | マルティン・シルデヴァン     | ジャニーン・ウィスラー   | 2022年6月25日  | 2024年10月19日 |
|          | イネス・シュベルトナー       | ヤン・ファン・アーケン   | 2024年10月19日 | Incumbent      |

（ほかに元東ドイツ首相のハンス・モドロウが名誉党首となっている。）

## 派閥
前述のとおり、現在の左翼党は党内において民主主義を重視する開かれた左翼政党であって、旧来式の民主集中制的な前衛党型組織論を有していた（党創立メンバーの潮流上、事実上の前々身政党）「ドイツ社会主義統一党」からは、大きく変貌を遂げている。民主社会主義によって資本主義やグローバリゼーションに対抗しようとすることが共通点とはいえ、その開かれた党の表れとしては同党がマルクス主義やケインズ経済学、さらにはリバタリアンや無政府主義に近い思想まで、極めて幅の広い多様な社会主義像を持つグループを派閥として内包していることが挙げられる。以下に主な派閥を挙げる。
- 反資本主義左翼（Antikapitalistische Linke, AKL）- 党の方針にもっとも批判的なグループで、他党との連立政権に参加することにも否定的。民営化反対、反戦、福祉カット反対などを掲げる。
- 共産主義プラットフォーム（Kommunistische Plattform, KPF）- 元は民主社会党（PDS）の派閥で、旧社会主義統一党や東ドイツ時代への反省が薄く、真の社会主義（Realsozialismus）の名でソ連型社会主義の再建を最終目標としている。極左として連邦憲法擁護庁から監視対象とされているグループである。
- 社会主義左翼（Sozialistische Linke, SL）-2006年に形成された新しいグループで、WASG出身者が多い。ユーロコミュニズムや労働運動に関心があり、やや穏健だが、連邦憲法擁護庁から監視対象とされている。
- 改革左翼ネットワーク（Netzwerk Reformlinke）-元は民主社会党（PDS）の派閥で、社会民主党（SPD）や緑の党との連携や連立にも前向き。
- 解放左翼（Emanzipatorische Linke, Ema.Li。自由解放左翼と訳されることもある）- リバタリアン社会主義（自由意思社会主義、左派リバタリアニズム。社会的無政府主義や左派アナキズムにも思想的に近い）を掲げるグループ。脱中央集権、社会運動への支援などを重視する。
- 民主社会主義フォーラム（Forum Demokratischer Sozialismus, fds）-元は民主社会党（PDS）の派閥で民主社会主義を掲げる。改革左翼ネットワークと同じく、社会民主党（SPD）や緑の党との連携に前向き。

他に、主にWASGへの加入を通じて左翼党入りしたトロツキスト・新左翼のグループも多い。国際社会主義潮流の系譜をひく マルクス21（marx21）、労働者インターナショナルのための委員会（CWI）に所属する 社会主義オルタナティブ（Sozialistische Alternative、このグループは先述した2006年のベルリン市議選において社会民主党との連立に反対、独自にWASGを立候補させ分裂選挙となった際に主導したため、党内で物議を醸した）、国際マルクス主義潮流系の新聞 火花（Der Funke）の支持者が挙げられる（これら新左翼系グループは連邦憲法擁護庁から監視対象とされることが多い）。新左翼以外では、派閥横断的なグループとして マルクス主義フォーラム（Marxistisches Forum）が存在する（このグループも極左として連邦憲法擁護庁から監視対象とされている）ほか、党組織を統合して派閥になったわけではないが、ドイツ共産党と地方選挙で選挙協力を結ぶことがある。

## 選挙における党勢推移

### ドイツ連邦共和国連邦議会議員選挙
| 選挙日        | 得票（政党票） | 得票（政党票） | 獲得議席 | 選挙区 |
| 選挙日        | 得票数         | ％             | 獲得議席 | 選挙区 |
| ------------- | -------------- | -------------- | -------- | ------ |
| 2005年9月18日 | 4,118,194      | 8.7            | 54 / 614 | 3      |
| 2009年9月27日 | 5,155,933      | 11.9           | 76 / 622 | 16     |
| 2013年9月22日 | 3,752,577      | 8.6            | 64 / 631 | 4      |
| 2017年9月24日 | 4,296,762      | 9.2            | 69 / 709 | 5      |
| 2021年9月26日 | 2,269,993      | 4.9            | 39 / 735 | 3      |
| 2025年2月24日 | 4,355,382      | 8.8            | 64 / 630 | 6      |

- 出典：Bundestagswahlen。尚、2005年はWASGとPDSの政党連合としての「左翼党」。

### 欧州議会議員選挙（ドイツ選出）
| 選挙日        | 得票（政党票） | 得票（政党票） | 獲得議席 |
| 選挙日        | 得票数         | ％             | 獲得議席 |
| ------------- | -------------- | -------------- | -------- |
| 2009年6月7日  | 1,968,325      | 7.5            | 8 / 99   |
| 2014年5月25日 | 2,167,641      | 7.4            | 7 / 96   |
| 2019年5月26日 | 2,056,010      | 5.5            | 5 / 96   |
| 2024年6月9日  | 1,091,268      | 2.7            | 3 / 96   |

- 出典:"7.Wahl zum Europäischen Parlament am 07.Juni 2009 - vorläufiges Ergebnis"、"8. Wahl zum Europäischen Parlament am 25. Mai 2014"より引用して作成。